# Nizār ibn al-Mustansir
Abū l-Mansūr Nizār ibn al-Mustansir (arabisch أبو منصور نزار بن المستنصر, DMG Abū l-Manṣūr Nizār ibn al-Mustanṣir; * 26. September 1045; † 1095) war ein Prinz der ismailitisch-schiitischen Fatimidendynastie in Ägypten. Als ältester Sohn des achtzehnten Imams und achten Kalifen al-Mustansir († 1094) war er in der Thronfolge übergangen wurden, worauf es zu einer Spaltung der ismailitischen Schia kam. Seine bis heute bestehende Anhängerschaft (šīʿa), die Nizariten, erkennt ihn als rechtmäßigen neunzehnten Imam an und führt eine von ihm abstammende Imamlinie fort.

## Biografie
Nizar war der Älteste von mindestens zehn Söhnen des Imam-Kalifen al-Mustansir, von denen wenigstens vier bei dessen Tod im Dezember 1094 im Erwachsenenalter standen. Neben dem neunundvierzigjährigen Nizar waren es Abdallah, Ismail und Ahmad, von denen der letztere erst etwa zwanzig Jahre alt war. Im selben Jahr wie der Kalif starb auch dessen mächtiger Wesir Badr al-Dschamali, dessen Nachfolge im Amt sein Sohn al-Afdal Schahanschah (X 1121) hatte antreten können, der die Regierungsgeschäfte zuvor schon einige Zeit stellvertretend geleitet hatte. Nizar und die Familie des al-Afdal hatten bis dahin eine gegenseitige Feindschaft gepflegt, da der Prinz von ihnen von den Regierungsgeschäften und auch von seinem Vater ferngehalten wurde. Umgekehrt soll er die Wesire wegen ihrer armenischen Abstammung verspottet haben.
Der Tod des Kalifen war dem neuen Wesir als erstes bekannt geworden, der die Situation sofort erfasste, den jungen Prinz Ahmad in den Thronsaal von Kairo bringen, ihn auf dem Thron setzen und als neuen Kalif mit dem Namen „der durch Gott Erhöhte“ (al-Mustaʿli billāh) proklamieren ließ. Daraufhin wurden die drei älteren Prinzen in den Thronsaal gerufen, wo ihnen der Wesir verkündete, ihr Bruder sei der vom Vater designierte Nachfolger, der dieser Designation folgend zum Kalif proklamiert worden sei und nun ihre Huldigung erwarte. Alle drei Prinzen weigerten sich zunächst und Nizar gab zu bedenken, dass sein Vater ihm einst die Designation (naṣṣ) für die Nachfolge schriftlich bestätigt habe. Die Willensbekundung eines Imams entspricht einem religiösen Dogma und hätte von seiner Schia umgesetzt werden müssen. Unter dem Vorwand, das Schriftstück aus seinen Gemächern holen zu wollen, floh Nizar aus dem Palast nach Alexandria. Der dortige Gouverneur Alptegin, der Herkunft nach ein Türke, bekannte sich zu ihm und rief ihn zum Kalifen mit dem Namen „der für Gottes Religion Auserwählte“ (al-Muṣṭafā li-Dīn Allāh) aus. Unter diesem Herrschernamen ließ Nizar in Alexandria einen eigenen Golddinar schlagen, um sein Kalifat propagandistisch in Szene zu setzen. Bereits im Februar 1095 zog al-Afdal, der inzwischen in Kairo jede Opposition ausgeschaltet hatte, mit Heeresmacht gegen Alexandria. Doch Nizar konnte den Angriff zurückschlagen, die Kontrolle über das Nildelta gewinnen und selbst bis Kairo marschieren. In einer offenen Feldschlacht blieb al-Afdal siegreich und Nizar musste sich mit den Resten seines Heeres nach Alexandria zurückziehen. Nachdem die Stadt nach einer Blockade ausgehungert war, mussten sich Nizar und Alptekin nach Zusicherung einer Sicherheitsgarantie dem Wesir im Oktober 1095 ergeben. Entgegen der gewährten Garantie wurde Alptegin exekutiert und Nizar in einem Kerker eingemauert.
Obwohl der Thronfolgekampf relativ schnell entschiedenen war, hatte er doch weit reichende Folgen für die ismailitische Schia. Außerhalb von Ägypten hatte Nizar mit dem Missionar (dāʿī) der persischen Anhängerschaft Hassan-i Sabbah einen charismatischen und entschlossenen Anhänger gehabt. Dieser war von der Existenz der Designation zu seinen Gunsten überzeugt gewesen und hatte die gesamte persische und einen großen Teil der syrischen Ismaili-Schia davon überzeugen können. Diese so neu formierte Schia hatte ihre Gefolgschaft zu dem von al-Afdal inthronisierten Imam-Kalif aufgekündigt und statt diesem Nizar als rechtmäßigen Imam anerkannt.

## Nachkommen
Gemäß dem historiographischen Kanon der nizaritischen Ismailiten lebten die drei unmittelbar auf Nizar folgenden Imame ihrer Schia (Ali al-Hādī; Muhammad al-Muhtadī; Hassan al-Qāhir) in der Verborgenheit (ġaiba). Der aus ihr 1164 in Alamut heraustretende 23. Imam Hassan II. soll Nizars Ur-Urenkel gewesen sein. Schon von mittelalterlichen Zeitgenossen, besonders aus den Reihen der Sunna, wurde diese Stammlinie als ein Lügenkonstrukt verworfen und auch die moderne Geschichtsforschung neigt dazu, sie als Fiktion einzustufen.
Unabhängig von der genealogischen Glaubwürdigkeit der bis heute fortbestehenden Imamlinie ist eine Nachkommenschaft Nizars auch aus zeitgenössischen erzählenden Quellen überliefert. Dem Sohn Hussein (Abū ʿAbd Allāh al-Ḥusain ibn Nizār) ist beim Ende des Vaters 1095 die Flucht in den Maghreb gelungen. In den Wirren nach der Ermordung des Kalifen al-Amir unternahm er 1131/32 den Versuch zur Machtübernahme in Kairo. Doch wurde er von seinen Gefolgsleuten an den mittlerweile als Kalif etablierten al-Hafiz verraten, der ihn im Kerker exekutieren ließ. 1161 unternahm ein Sohn Husseins, Muhammad al-Mustansir (Muḥammad ibn al-Ḥusain ibn Nizār al-Mustanṣir), ebenfalls vom Maghreb aus einen Umsturzversuch, doch wurde auch er bald nach seiner Landung in der Nähe von Alexandria von den Häschern des regierenden Wesirs Ruzzik gefasst und anschließend in Kairo erdrosselt.
Offenbar sind Nachkommen des Nizar auch in den Osten geflohen. Als 1125 in Kairo der Wesir Ibn al-Bataihi bei Kalif al-Amir in Ungnade gefallen war, wurde ihm unter anderem eine im Jemen in Auftrag gegebene Münzprägung im Namen eines „erwählten Imam Muhammad, Sohn des Nizar“ (al-imām al-muḫtār Muḥammad ibn Nizār) zur Last gelegt. Vielleicht war dieser mit dem verborgenen 21. Imam Muhammad al-Muhtadī identisch, der allerdings ein Enkel und kein Sohn Nizares gewesen sein soll.